# Muzeum Kolei Bornholmskiej
Muzeum Kolei Bornholmskiej (duń. Bornholms Jernbanemuseum) – muzeum zlikwidowanej kolei funkcjonującej na Bornholmie, znajdujące się w Nexø.

## Historia i zbiory
Kolej wąskotorowa na wyspie Bornholm (duń. De Bornholmske Jernbaner – DBJ) istniała w latach 1900–1968. Różne przedsiębiorstwa kolejowe obsługiwały trzy trasy. Na miejscu zlikwidowanych torów kolejowych powstały ścieżki rowerowe. W muzeum kolejnictwa w Nexø znajdują się odrestaurowane lokomotywy, wagony i systemy torów oraz zdjęcia i przedmioty związane z koleją. Jako pamiątkę z muzeum można kupić kawałek oryginalnej szyny z bornholmskich linii.

## Galeria

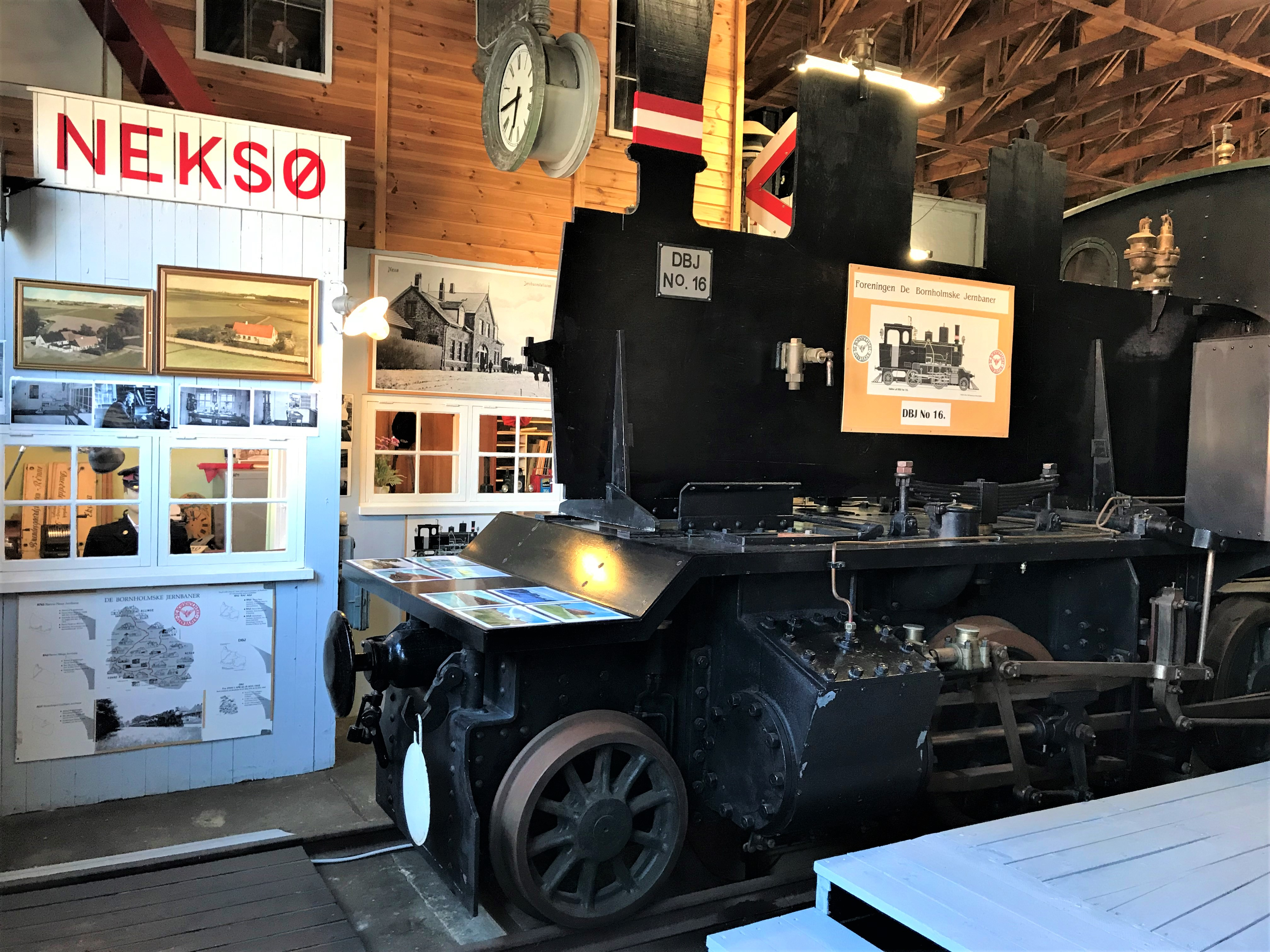
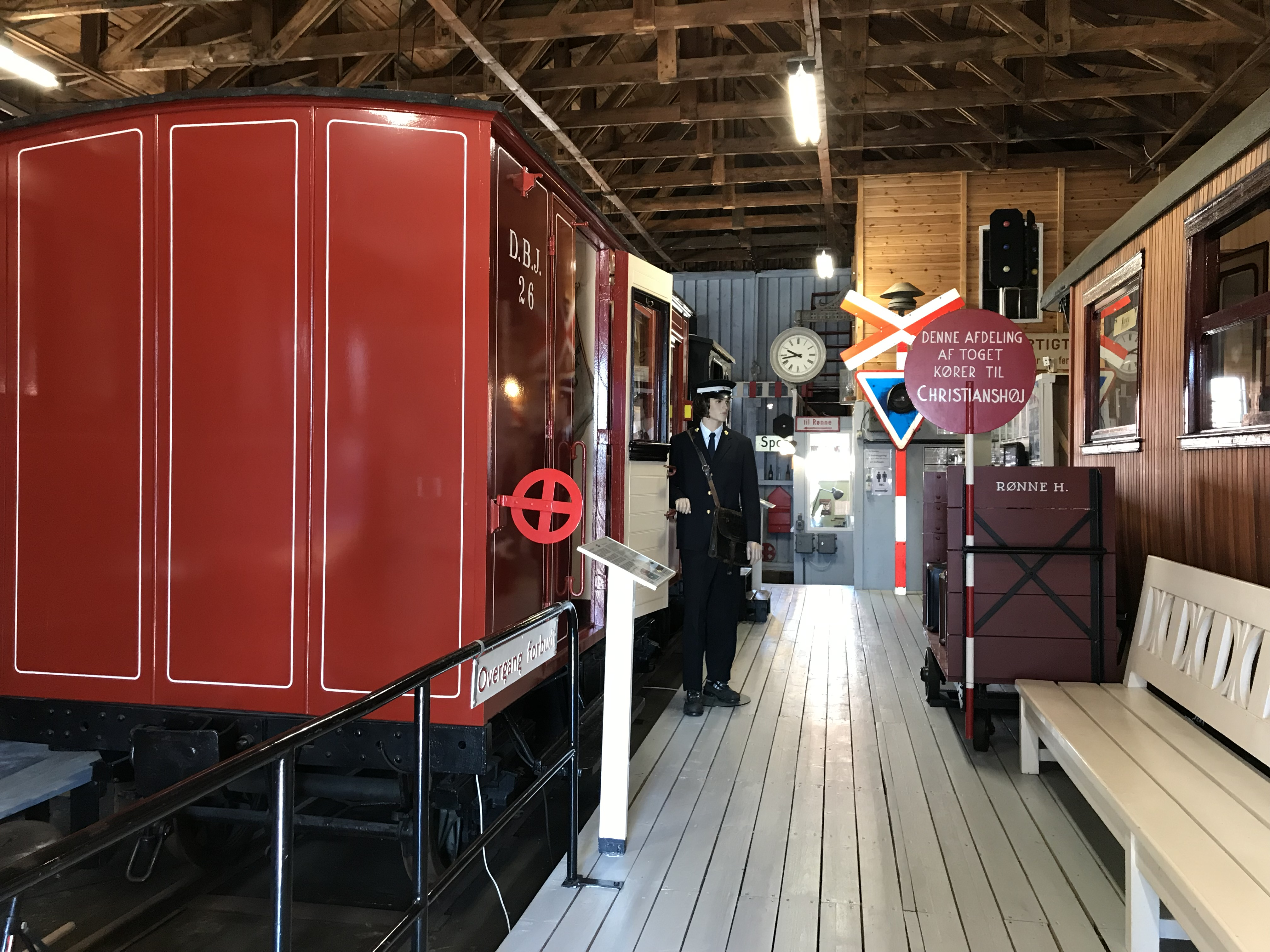